# Sant Pere d’Ullastret

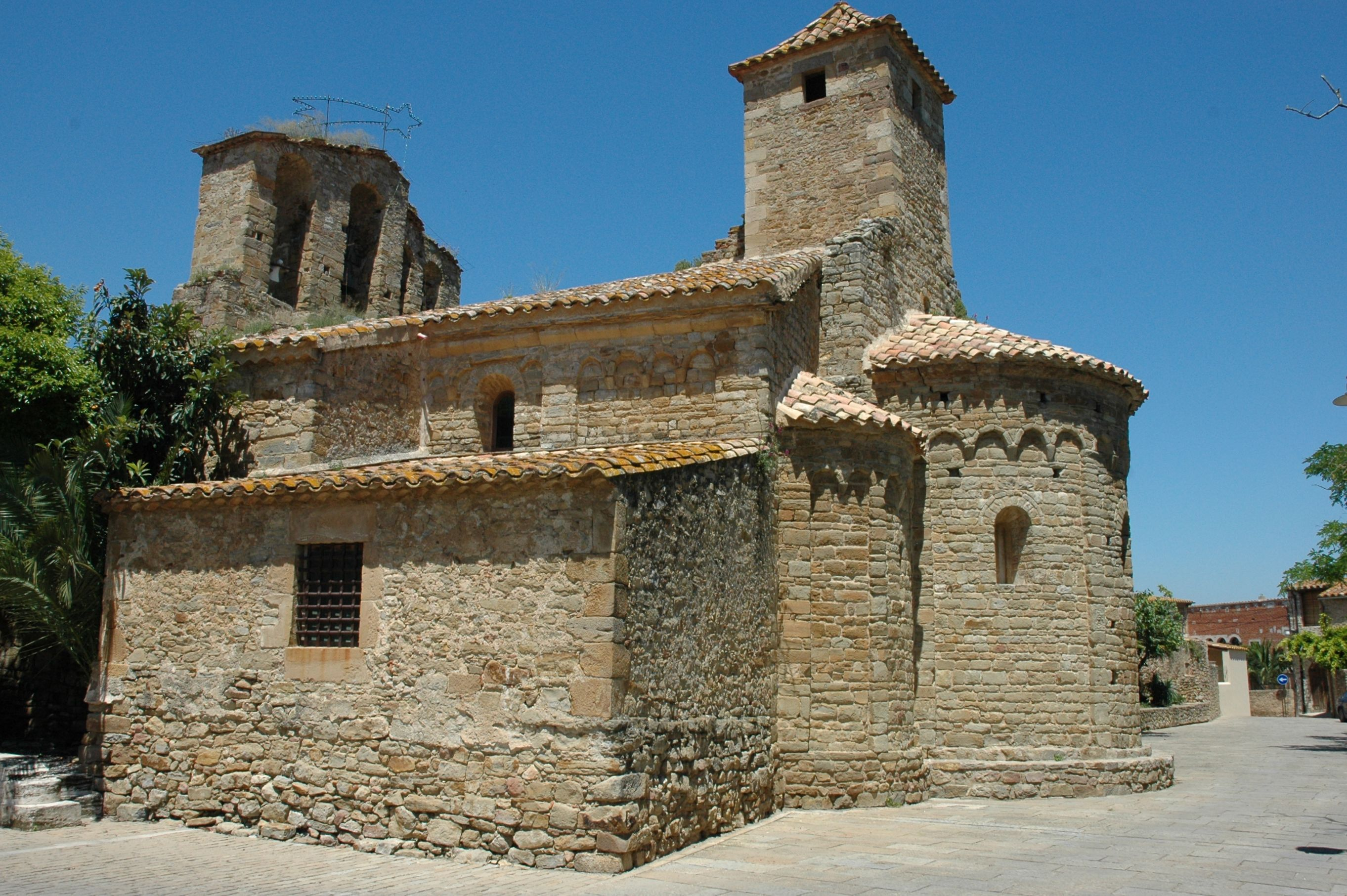
Esglesia Sant Pere d’Ullastret

Die romanische Kirche Sant Pere d’Ullastret gehört zu den bedeutenden Kirchenbauten Kataloniens.

## Lage
Die Kirche Sant Pere befindet sich im Zentrum der etwa 50 m ü. d. M. gelegenen kleinen Gemeinde (municipi) Ullastret in der Region Baix Empordà in der katalanischen Provinz Girona. Die Provinzhauptstadt Girona befindet sich etwa 32 km (Fahrtstrecke) westlich.

## Geschichte
Die heutige, dem Apostel Petrus geweihte Kirche entstand in der ersten Hälfte des 11. Jahrhunderts an der Stelle eines kleinen, im Jahr 899 urkundlich erwähnten, karolingischen Vorgängerbaus, der dem hl. Petrus und Johannes dem Täufer geweiht war. Im 17. und 18. Jahrhundert wurde das Portal im barocken Stil erneuert und Seitenkapellen angebaut.

## Architektur

### Steinmaterial
Die beim Bau verwendeten Steine sind z. T. halbwegs exakt (Apsis) oder aber nur ansatzweise behauen (Langhaus und Fassade), so dass nur im Bereich der Apsis ein vergleichsweise regelmäßiger Mauerwerksverband möglich war. Es ist davon auszugehen, dass Teile der Kirche (später) verputzt wurden.

### Außenbau
Die drei Apsiden der Kirche sind durch Lisenen mit abschließenden Rundbogenfriesen im Lombardischen Stil gegliedert. Die drei Fenster der Mittelapsis sind deutlich größer als die schießschartenartigen Fensteröffnungen der beiden seitlichen Apsiden – eingestellte Säulen sind jedoch nicht vorhanden, was auf einen frühen Entstehungszeitraum hindeutet. Der Turm (comunidor) oberhalb des Jochs vor der Mittelapsis zeigt exakt behauene Ecksteine, die auf eine nachträgliche Hinzufügung schließen lassen. Die ursprünglich eher schmucklose Fassade verfügt über ein Rundfenster und schließt mit einem vierbogigen Glockengiebel (espadanya), der auf der Südseite wohl noch erweitert werden sollte.

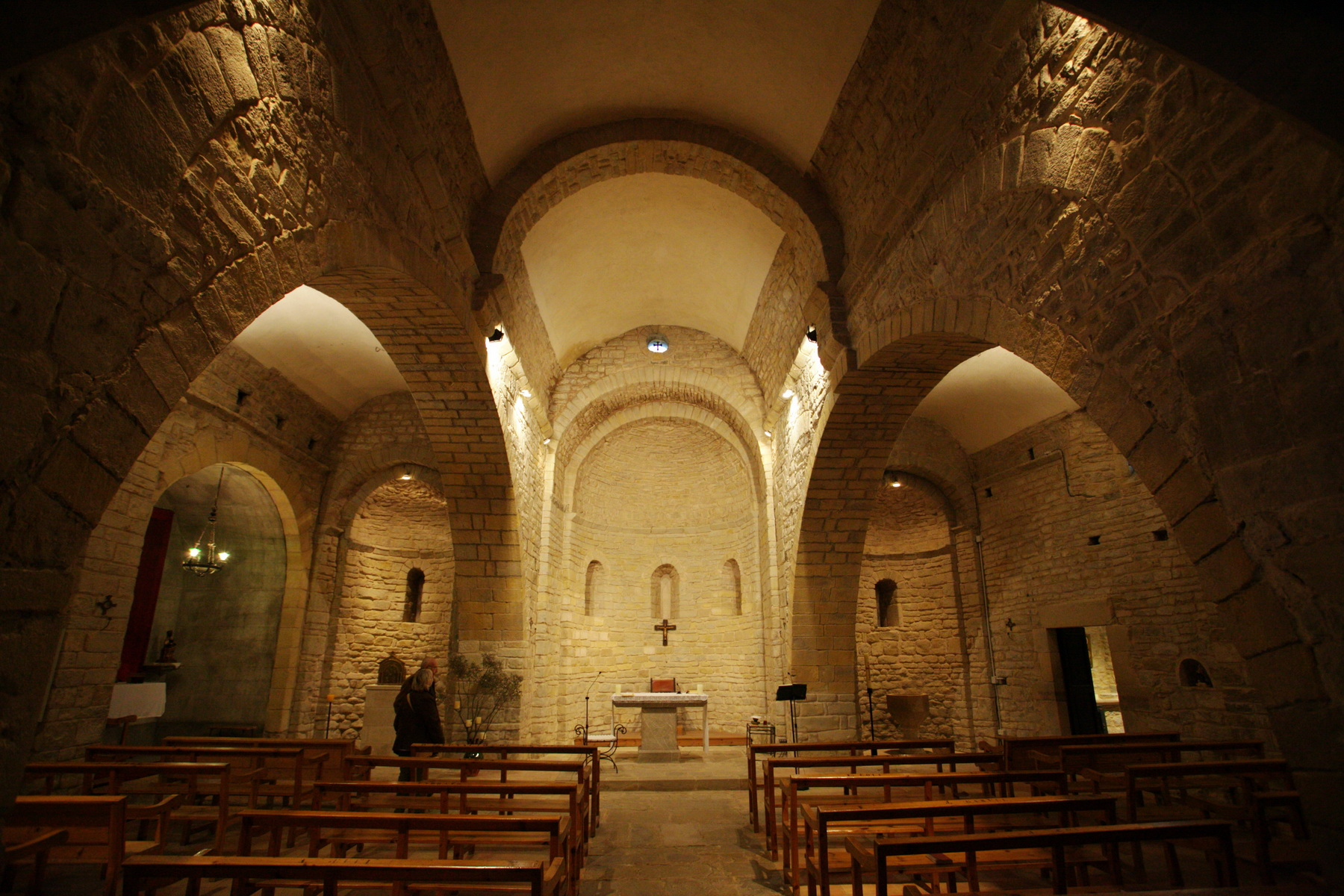
Inneres der Kirche

### Innenraum
Das leicht trapezförmige Innere der Kirche ist dreischiffig und von verputzten Tonnengewölben überspannt, die ihrerseits von Gurtbögen unterzogen sind; die drei Apsiden zeigen die üblichen Kalottenwölbungen. Auffällig sind die weitgespannten Bögen zwischen Mittelschiff und Seitenschiffen, die auf die Umbaumaßnahmen des 17./18. Jahrhunderts zurückzuführen sind. Das nördliche Seitenschiff ist gegenüber dem Rest der Kirche um eine Stufe erhöht.